# Johann Alexander Hübler-Kahla
Johann Alexander Hübler-Kahla (* 23. Juni 1902 in Wien; † 6. April 1965 in Berlin) war ein österreichisch-deutscher Filmregisseur, Drehbuchautor und Filmproduzent.

## Leben und Wirken
Seit 1909 in Berlin wohnhaft, beendete er mit 16 Jahren seine Schullaufbahn um in der Filmbranche Fuß zu fassen. Er ließ sich an der Kamera ausbilden und inszenierte ab Mitte der 1920er Jahre einige Kurzfilme für Erwin Piscator. Er arbeitete sukzessive als Kameraassistent, Kameramann, Schnittmeister und Dokumentarist. Nachdem er Regie bei mehreren Dokumentarfilmen geführt hatte, legte er 1933 mit dem Schmuggler-Krimi Schüsse an der Grenze sein Spielfilmdebüt vor. Es folgten Spielfilme aus den unterschiedlichsten Genres. Neben musikalischen Lustspielen mit Wiener Anklängen wie Buchhalter Schnabel, Tanzmusik und Ein Walzer um den Stephansturm gestaltete er Kriminalkomödien nach britischem Muster wie Der geheimnisvolle Mr. X, Romanzen wie Blutsbrüder und sogar eine frühe Karl-May-Adaption: Durch die Wüste.
Seinen größten Erfolg feierte Hübler-Kahla jedoch mit einer Geschichte aus dem Berliner Milieu: dem Volksstück Das Veilchen vom Potsdamer Platz (1936), mit der Berlinerin Rotraut Richter als gefeierter Hauptdarstellerin. Nach diesem Publikumserfolg brach seine Karriere jedoch abrupt ab. Wegen eines gefälschten Ariernachweises (seine Mutter war Jüdin) wurde er am 3. September 1937 zu acht Monaten Haft verurteilt. Anschließend wurde er „kaltgestellt“, er konnte also keine Filme mehr herstellen.
Erst nach dem Zweiten Weltkrieg konnte er ins Filmgeschäft zurückkehren. Er gründete in Wien eine eigene Filmgesellschaft, die Österreichische Wochenschau und Filmproduktions-KG (J.A. Hübler-Kahla & Co.), die jedoch nur drei Filme herstellte. Darunter sein erster Film seit seiner Kaltstellung, Die Welt dreht sich verkehrt mit Hans Moser als Hauptdarsteller. Für den bedeutendsten der drei Filme war er jedoch nur als Produzent tätig: G. W. Pabsts Drama Der Prozeß, der neben internationaler Anerkennung auch zwei Preise auf der Biennale in Venedig erlangte.
In den 1950er Jahren ging Hübler-Kahla in die Bundesrepublik Deutschland, wo er abwechselnd als Regisseur, Drehbuchautor und Produzent arbeitete. An frühere Erfolge konnte er jedoch nicht mehr anschließen. Die Filme bewegten sich meist auf geringem künstlerischen Niveau und handelten zumeist von einfachen Geschichten aus dem Leben, teils mit restaurativen Tendenzen. Zu den bekannteren von diesen zählt Die Wirtin an der Lahn (1955).
Im Jahr 2014 wurde in einem Nachlass sein Kurzspielfilm Geld sofort mit Heinz Erhardt entdeckt, die Romanvorlage „Eine kleine Geschichte aus einer großen Stadt“ stammt von Gabriel D'Hervilliez. Dieser Film, seine letzte Regiearbeit, entstand vermutlich 1961.
Mit Beginn der 1960er Jahre zog sich Johann Alexander Hübler-Kahla ins Privatleben zurück. Er starb Anfang April 1965 in Berlin an einem Herzinfarkt.

## Filmografie
Folgend eine Auswahl von Filmen, bei denen J. A. Hübler-Kahla Regie führte, sofern nicht anders angegeben:
- 1927: Rasputin (DEU, Kurzfilm, auch Kamera)
- 1928: Die Abenteuer des braven Soldaten Schwejk (DEU, Kurzfilm, auch Kamera)
- 1928: Singende Galgenvögel (DEU, Kurzfilm, auch Drehbuch)
- 1929: Aus dem Alltag empor (DEU, Dokumentarfilm, auch Produktion und Kamera)
- 1929: Engel im Séparée (DEU, nur Kamera)

Tonfilme:
- 1933: Schüsse an der Grenze (DEU, auch Darsteller und Produktion)
- 1934: Wenn ich König wär... (DEU, auch Produktion)
- 1934: Blutsbrüder (DEU, auch Ko-Drehbuch)
- 1935: Buchhalter Schnabel / Junger Herr aus Oxford (ÖST)
- 1935: Ein Walzer um den Stephansturm (Sylvia und ihr Chauffeur) (ÖST)
- 1935: Durch die Wüste (DEU)
- 1936: Der geheimnisvolle Mr. X (DEU, auch Ko-Drehbuch)
- 1936: Das Veilchen vom Potsdamer Platz (DEU)
- 1946: Die Welt dreht sich verkehrt (ÖST, auch Produktion und Ko-Drehbuch)
- 1948: Der Prozeß (ÖST, nur Produktion; Regie: G. W. Pabst)
- 1948: Hin und her (ÖST, nur Produktion; Regie: Theo Lingen)
- 1948: Geheimnisvolle Tiefe (ÖST, nur Ko-Produktionsleiter; Regie: G. W. Pabst)
- 1949: Eins, zwei, drei – aus (ÖST)
- 1951: Der 5-Minuten-Vater (ÖST)
- 1952: Seesterne (ÖST)
- 1952: Mikosch rückt ein (DEU)
- 1953: Hollandmädel (DEU, auch Ko-Drehbuch)
- 1955: Die Wirtin an der Lahn (DEU)
- 1956: Meine Tante – deine Tante (DEU, Drehbuch)
- 1957: Weißer Holunder (DEU, nur Ko-Drehbuch; Regie: Paul May)
- 1957: Blitzmädels an die Front (DEU, auch Ko-Drehbuch)
- 1958: Eine Reise ins Glück (DEU, nur Produktion und Drehbuch; Regie: Wolfgang Schleif)
- 1959: Arzt aus Leidenschaft (DEU, nur Produktion und Drehbuch; Regie: Werner Klingler)
- 1960: Frau Irene Besser (DEU, nur Produktion; Regie: John Olden)
- 1960: Der Held meiner Träume (Co-Drehbuch)
- 1961: Geld sofort